# Đông Jurong
Đông Jurong (tiếng Anh: Jurong East, tiếng Trung: 裕廊东; Hán-Việt: Dụ Lang Đông, tiếng Tamil: ஜூரோங் கிழக்கு) là khu quy hoạch và đô thị HDB nằm ở Vùng Tây, Singapore. Đông Jurong tiếp giáp với Tây Jurong và Văn Lễ (Boon Lay) về phía Tây, Clementi về phía Đông, Tengah và Bukit Batok về phía Bắc và Selat Jurong về phía Nam.
Đô thị mới Đông Jurong được chọn làm nhà ga cho tuyến Đường sắt cao tốc Kuala Lumpur–Singapore, dự kiến hoàn thành năm 2026.

## Lịch sử
Jurong bắt đầu phát triển vào thập niên 1970 khi các khu dân cư cao cấp Văn Lễ (文礼, Boon Lay), Taman Jurong, Bukit Batok, Bukit Gombak, Phong Gia (丰加, Hong Kah), Teban Gardens và Dụ Hoa (裕华, Yuhua) được xây dựng, mà nguyên nhân phần lớn là do việc xây dựng khu tái định cư Phong Gia (Tengah ngày nay và các làng lân cận). Dụ Hoa, Vườn Teban, Bukit Batok và Bukit Gombak là những khu vực cấu thành nên khu quy hoạch Đông Jurong.

## Tiểu khu
Khu quy hoạch Đông Jurong bao gồm 10 tiểu khu:
- Cảng Jurong
- Penjuru Crescent
- Sông Jurong
- Vườn Teban
- Hồ Jurong
- Jurong Gateway
- Công viên Doanh nghiệp Quốc tế
- Toh Guan
- Đông Dụ Hoa
- Tây Dụ Hoa

### Chính trị
Khu vực phía bắc của Đông Jurong có đại diện là Dân biểu nhóm Jurong trong khi phần phía nam của khu quy hoạch này do Dan biểu nhóm Bờ Tây đại diện.

### Giáo dục
Đông Jurong có 3 trường tiểu học và 4 trường trung học.
- Trường Trung học Thịnh vượng chung (Commonwealth Secondary School)
- Trường Trung học Crest (Crest Secondary School)
- Trường Tiểu học Fuhua (Fuhua Primary School) (sau khi hợp nhất với Trường Tiểu học Pandan (Pandan Primary School))
- Trường Tiểu học Jurong (Jurong Primary School)
- Trường Trung học Jurongville (Jurongville Secondary School)
- Trường Trung học Shuqun (Shuqun Secondary School)
- Trường Tiểu học Dụ Hoa (Yuhua Primary School)

## Giải trí

### Thể thao
- Trung tâm Thể thao và Giải trí Đông Jurong

### Khu vui chơi
- Công viên Hồ Jurong
- Điểm kết nối Công viên Vườn Pandan
- Điểm kết nối Công viên Jurong
- Công viên cộng đồng Toh Guan
- Công viên giải trí Vườn Pandan
- Trung tâm Fitness Hồ dự trữ nước Pandan
- Câu lạc bộ đồng quê Jurong
- Công viên cộng đồng Đông Phong Gia
- Công viên cộng đồng làng Dụ Hoa

### Thu hút du khách
Khu quy hoạch Đông Jurong có 3 điểm thu hút khách du lịch:
- Trung tâm khoa học Singapore
- Thành phố Tuyết
- Dụ Hoa viên

## Giao thông

### Đường sá
Đông Jurong nối với phần còn lại của Singapore thông qua hai tuyến Đường cao tốc đảo Pan (Pan Island Expressway, PIE) và Đường cao tốc Ayer Rajah (Ayer Rajah Expressway, AYE).
- Đường Tòa đô chính Jurong (Jurong Town Hall Road) nối hai cung đường cao tốc với Văn Lễ, Dụ Hoa, Singapore, Trung tâm vùng Jurong, Công viên Doanh nghiệp Quốc tế, Hồ Jurong và Vườn Teban.
- Đường Toh Guan nối tiểu khu Toh Guan với PIE, trong khi đó đường kênh Jurong (Jurong Canal Road) dẫn lối thay thế tại Văn Lễ từ đoạn Changi của cao tốc PIE tới Tuas.
- Từ đường cao tốc AYE, các đại lộ Bến Jurong (Jurong Pier Road), Cảng Jurong (Jurong Port Road) và Penjuru (Penjuru Road) (cùng với các đường dân sinh Teban Gardens Crescent) chia sẻ giao thông về Sông Jurong, Penjuru Crescent và Cảng Jurong.
- Đường Văn Lễ (Boon Lay Way) và Jalan Buroh là hai đại lộ ở Đông Jurong nối các tiểu khu trong khu quy hoạch này lại với nhau.

### Giao thông công cộng

#### Hệ thống giao thông đại chúng tốc độ cao (MRT)
Đông Jurong có hai trạm MRT - Trạm MRT Đông Jurong (Jurong East MRT Station) và Trạm MRT Dụ Hoa viên (Chinese Garden MRT Station).

#### Xe buýt
Hầu hết các tuyến xe buýt ở Đông Jurong bắt đầu tại Trạm xe buýt Đông Jurong, gần kề với Trạm MRT Đông Jurong.

#### Đường tàu quốc tế
Ngày 5 tháng 5 năm 2015, Đông Jurong được chọn làm ga cuối tại Singapore của tuyến Đường sắt cao tốc Kuala Lumpur–Singapore.

## Kinh tế
Hoạt động kinh tế được phân bổ tại Cảng Jurong, Sông Jurong, Penjuru Crescent và các phần của tiểu khu Toh Guan và Vườn Teban.

### Quận Hồ Jurong
Bao gồm Hồ Jurong, Trung tâm Vùng Jurong, Công viên Doanh nghiệp Quốc tế và khu vực phía nam tiểu khu Toh Guan, Quận Hồ Jurong là trung tâm vùng quan trọng, với nhiều lời mời gọi phát triển thương mại cho khu vực cách xa khu Trung Hoàn để đáp ứng nhu cầu lớn của doanh nghiệp và cung cấp cơ hội việc làm cho người dân sống ở Vùng Tây của Singapore.

#### Công viên Doanh nghiệp Quốc tế
Công viên Doanh nghiệp Quốc tế, nằm đối diện Jurong Gateway, là doanh nghiệp công nghệ cao được tập đoàn JTC Corporation quản lý.

#### Thương mại

##### Trung tâm mua sắm
Trung tâm vùng Jurong và Toh Guan có 5 trung tâm mua sắm là:
- IMM
- JCube
- JEM
- Westgate
- Big Box

| Trung tâm mua sắm |
| ----------------- |
|                   |
|                   |

##### Khu vực trung tâm
Trung tâm của Đông Jurong đặt tại Trung tâm vùng Jurong
| Trung tâm Đông Jurong |
| --------------------- |
|                       |